# GodeLiva Uleners
GodeLiva Uleners (Antwerpen, 20 februari 1933 - Mechelen, 30 september 2002) was een psychotherapeute en gaf les aan aankomende acteurs, maar ze werd vooral bekend als schrijfster van verhalen waarin dieren kindergevoelens uiten. Tot 1991 schreef ze onder de naam Liva Willems. 
Haar bekendste werken zijn Pol de muis is bang en dat is heel gewoon en Nee Pedro, nee, een protest tegen de onderdrukking van de Indianen in Brazilië. Het boek werd in zeven talen vertaald. De Feen van Niks, over vooroordelen en er zijn voor elkaar, werd in Nederland goed verkocht.
Haar boeken werden meermaals bekroond in België en Nederland. 

## Publicaties
- 1972 – Samen een verkeersboek maken: Referendumprijs voor het Kinderboek (voorloper van de Boekenleeuw)
- 1976 – Zazapina in de zoo: Referendumprijs voor het Kinderboek
- 1977 - Drie mussen in september
- 1980 - De haan wil een ei
- 1980 - Marjan: een troubadour moet zingen
- 1982 - Tri, Ban en Kwa zijn jaloers en dat is helemaal niet zo
- 1982 - Marjan: ik hoor er ook bij
- 1982 – Jos de muis leert niet goed en wat zou dat? en Pol de muis is bang en dat is heel gewoon: Referendumprijs voor het Kinderboek
- 1982 – El is zo blij met Els: De Gouden Driehoek
- 1983 – Nee, Pedro, nee!: Referendumprijs voor het Kinderboek
- 1985 - De Feen van niks: Referendumprijs voor het Kinderboek
- 1989 - De zeven keer van Lammetje Pammetje
- 1994 – Het verhaal van Flatusstein: Plantin-Moretusprijs
- 1995 – Oren om te horen: genomineerd voor de Hans Christian Andersenprijs

Uleners schreef ook kindercabaret, theaterstukken voor jeugd en volwassenen en luister- en televisiespelen.
- Biblioteca Nacional de España: XX1160119
- Digitale Bibliotheek voor de Nederlandse Letteren: will030
- International Standard Name Identifier: 0000 0003 6918 5683
- Nederlandse Thesaurus van Auteursnamen: 091213320
- Virtual International Authority File: 288684132
- WorldCat: E39PBJqbfDqkMJFyHRwk6vHcT3